# Senijad Ibričić
Senijad Ibričić (Kotor Varoš, 26 settembre 1985) è un dirigente sportivo ed ex calciatore bosniaco, di ruolo centrocampista, direttore sportivo del Sarajevo.

## Carriera

### Giocatore

#### Club
Inizia la sua carriera nel Podgrmeč nel 2003. L'anno successivo passa all’NK Zagabria. Si è affermato come uno dei migliori giocatori del club ed ha attirato l'interesse di grandi club in Croazia. Nel 2008 viene acquistato dall’Hajduk Spalato, per 1,8 milioni di euro. Il 13 gennaio 2011 viene acquistato dalla Lokomotiv Mosca per 7 milioni di euro, con la squadra croata che dovrà ricevere anche il 20% della somma per un suo futuro trasferimento. In Russia gioca 28 partite segnando 4 reti. L'anno successivo passa in prestito al Gaziantepspor. Il 4 gennaio 2013 passa in prestito al Kasımpaşa. Nel 2017 passa dal Koper al Domžale, con il quale il 22 dicembre 2020, scendendo in campo nella partita casalinga contro il Celje, disputa la presenza numero 100 in campionato con la stessa squadra. A termine della stagione 2020-2021 viene nominato miglior giocatore della 1. SNL.
Il 15 maggio 2022 disputa la sua ultima partita da calciatore, va a segna nel match casalingo pareggiato 1-1 contro il Celje.

### Dirigente
Il 26 maggio 2022 viene nominato direttore sportivo del Domžale, per poi, il 3 agosto 2023, assumere lo stesso incarico al Sarajevo.

## Statistiche
| Cronologia completa delle presenze e delle reti in nazionale ― Bosnia ed Erzegovina | Cronologia completa delle presenze e delle reti in nazionale ― Bosnia ed Erzegovina | Cronologia completa delle presenze e delle reti in nazionale ― Bosnia ed Erzegovina | Cronologia completa delle presenze e delle reti in nazionale ― Bosnia ed Erzegovina | Cronologia completa delle presenze e delle reti in nazionale ― Bosnia ed Erzegovina | Cronologia completa delle presenze e delle reti in nazionale ― Bosnia ed Erzegovina | Cronologia completa delle presenze e delle reti in nazionale ― Bosnia ed Erzegovina | Cronologia completa delle presenze e delle reti in nazionale ― Bosnia ed Erzegovina |
| Data                                                                                | Città                                                                               | In casa                                                                             | Risultato                                                                           | Ospiti                                                                              | Competizione                                                                        | Reti                                                                                | Note                                                                                |
| ----------------------------------------------------------------------------------- | ----------------------------------------------------------------------------------- | ----------------------------------------------------------------------------------- | ----------------------------------------------------------------------------------- | ----------------------------------------------------------------------------------- | ----------------------------------------------------------------------------------- | ----------------------------------------------------------------------------------- | ----------------------------------------------------------------------------------- |
| 2-2-2005                                                                            | Teheran                                                                             | Iran                                                                                | 2 – 1                                                                               | Bosnia ed Erzegovina                                                                | Amichevole                                                                          | -                                                                                   | 76’                                                                                 |
| 28-2-2006                                                                           | Dortmund                                                                            | Giappone                                                                            | 2 – 2                                                                               | Bosnia ed Erzegovina                                                                | Amichevole                                                                          | -                                                                                   | 68’                                                                                 |
| 31-5-2006                                                                           | Teheran                                                                             | Iran                                                                                | 5 – 2                                                                               | Bosnia ed Erzegovina                                                                | Amichevole                                                                          | -                                                                                   | 64’                                                                                 |
| 11-10-2006                                                                          | Sarajevo                                                                            | Bosnia ed Erzegovina                                                                | 0 – 4                                                                               | Grecia                                                                              | Qual. Euro 2008                                                                     | -                                                                                   | 70’                                                                                 |
| 22-8-2007                                                                           | Sarajevo                                                                            | Bosnia ed Erzegovina                                                                | 3 – 5                                                                               | Croazia                                                                             | Amichevole                                                                          | -                                                                                   | 46’                                                                                 |
| 21-11-2007                                                                          | Istanbul                                                                            | Turchia                                                                             | 1 – 0                                                                               | Bosnia ed Erzegovina                                                                | Qual. Euro 2008                                                                     | -                                                                                   | 76’                                                                                 |
| 26-3-2008                                                                           | Zenica                                                                              | Bosnia ed Erzegovina                                                                | 2 – 2                                                                               | Macedonia                                                                           | Amichevole                                                                          | -                                                                                   |                                                                                     |
| 20-8-2008                                                                           | Zenica                                                                              | Bosnia ed Erzegovina                                                                | 1 – 2                                                                               | Bulgaria                                                                            | Amichevole                                                                          | 1                                                                                   | 74’                                                                                 |
| 6-9-2008                                                                            | Elche                                                                               | Spagna                                                                              | 1 – 0                                                                               | Bosnia ed Erzegovina                                                                | Qual. Mondiali 2010                                                                 | -                                                                                   | 81’                                                                                 |
| 10-9-2008                                                                           | Zenica                                                                              | Bosnia ed Erzegovina                                                                | 7 – 0                                                                               | Estonia                                                                             | Qual. Mondiali 2010                                                                 | 1                                                                                   | 72’                                                                                 |
| 11-10-2008                                                                          | Istanbul                                                                            | Turchia                                                                             | 2 – 1                                                                               | Bosnia ed Erzegovina                                                                | Qual. Mondiali 2010                                                                 | -                                                                                   | 64’                                                                                 |
| 19-11-2008                                                                          | Maribor                                                                             | Slovenia                                                                            | 3 – 4                                                                               | Bosnia ed Erzegovina                                                                | Amichevole                                                                          | -                                                                                   |                                                                                     |
| 28-3-2009                                                                           | Bruxelles                                                                           | Belgio                                                                              | 2 – 4                                                                               | Bosnia ed Erzegovina                                                                | Qual. Mondiali 2010                                                                 | -                                                                                   | 59’                                                                                 |
| 1-4-2009                                                                            | Zenica                                                                              | Bosnia ed Erzegovina                                                                | 2 – 1                                                                               | Belgio                                                                              | Qual. Mondiali 2010                                                                 | -                                                                                   | 76’                                                                                 |
| 9-6-2009                                                                            | Cannes                                                                              | Oman                                                                                | 1 – 2                                                                               | Bosnia ed Erzegovina                                                                | Amichevole                                                                          | -                                                                                   | 67’ 46’                                                                             |
| 12-8-2009                                                                           | Sarajevo                                                                            | Bosnia ed Erzegovina                                                                | 2 – 3                                                                               | Iran                                                                                | Amichevole                                                                          | -                                                                                   |                                                                                     |
| 5-9-2009                                                                            | Erevan                                                                              | Armenia                                                                             | 0 – 2                                                                               | Bosnia ed Erzegovina                                                                | Qual. Mondiali 2010                                                                 | 1                                                                                   |                                                                                     |
| 9-9-2009                                                                            | Zenica                                                                              | Bosnia ed Erzegovina                                                                | 1 – 1                                                                               | Turchia                                                                             | Qual. Mondiali 2010                                                                 | -                                                                                   |                                                                                     |
| 10-10-2009                                                                          | Tallinn                                                                             | Estonia                                                                             | 0 – 2                                                                               | Bosnia ed Erzegovina                                                                | Qual. Mondiali 2010                                                                 | -                                                                                   | 45’                                                                                 |
| 14-11-2009                                                                          | Lisbona                                                                             | Portogallo                                                                          | 1 – 0                                                                               | Bosnia ed Erzegovina                                                                | Qual. Mondiali 2010                                                                 | -                                                                                   |                                                                                     |
| 18-11-2009                                                                          | Zenica                                                                              | Bosnia ed Erzegovina                                                                | 0 – 1                                                                               | Portogallo                                                                          | Qual. Mondiali 2010                                                                 | -                                                                                   |                                                                                     |
| 3-3-2010                                                                            | Sarajevo                                                                            | Bosnia ed Erzegovina                                                                | 2 – 1                                                                               | Ghana                                                                               | Amichevole                                                                          | -                                                                                   | 46’                                                                                 |
| 3-6-2010                                                                            | Francoforte                                                                         | Germania                                                                            | 3 – 1                                                                               | Bosnia ed Erzegovina                                                                | Amichevole                                                                          | -                                                                                   | 45’                                                                                 |
| 10-8-2010                                                                           | Sarajevo                                                                            | Bosnia ed Erzegovina                                                                | 1 – 1                                                                               | Qatar                                                                               | Amichevole                                                                          | -                                                                                   | 60’                                                                                 |
| 3-9-2010                                                                            | Lussemburgo                                                                         | Lussemburgo                                                                         | 0 – 3                                                                               | Bosnia ed Erzegovina                                                                | Qual. Euro 2012                                                                     | 1                                                                                   | 72’                                                                                 |
| 7-9-2010                                                                            | Sarajevo                                                                            | Bosnia ed Erzegovina                                                                | 0 – 2                                                                               | Francia                                                                             | Qual. Euro 2012                                                                     | -                                                                                   | 45’                                                                                 |
| 8-10-2010                                                                           | Tirana                                                                              | Albania                                                                             | 1 – 1                                                                               | Bosnia ed Erzegovina                                                                | Qual. Euro 2012                                                                     | -                                                                                   | 90’                                                                                 |
| 17-11-2010                                                                          | Bratislava                                                                          | Slovacchia                                                                          | 2 – 3                                                                               | Bosnia ed Erzegovina                                                                | Amichevole                                                                          | -                                                                                   | 86’                                                                                 |
| 26-3-2011                                                                           | Zenica                                                                              | Bosnia ed Erzegovina                                                                | 2 – 1                                                                               | Romania                                                                             | Qual. Euro 2012                                                                     | -                                                                                   | 81’                                                                                 |
| 3-6-2011                                                                            | Bucarest                                                                            | Romania                                                                             | 3 – 0                                                                               | Bosnia ed Erzegovina                                                                | Qual. Euro 2012                                                                     | -                                                                                   | 63’                                                                                 |
| 6-9-2011                                                                            | Zenica                                                                              | Bosnia ed Erzegovina                                                                | 1 – 0                                                                               | Bielorussia                                                                         | Qual. Euro 2012                                                                     | -                                                                                   |                                                                                     |
| 7-10-2011                                                                           | Zenica                                                                              | Bosnia ed Erzegovina                                                                | 5 – 0                                                                               | Lussemburgo                                                                         | Qual. Euro 2012                                                                     | -                                                                                   | 64’                                                                                 |
| 11-11-2011                                                                          | Zenica                                                                              | Bosnia ed Erzegovina                                                                | 0 – 0                                                                               | Portogallo                                                                          | Qual. Euro 2012                                                                     | -                                                                                   | 85’                                                                                 |
| 28-2-2012                                                                           | San Gallo                                                                           | Bosnia ed Erzegovina                                                                | 1 – 2                                                                               | Brasile                                                                             | Amichevole                                                                          | -                                                                                   | 88’                                                                                 |
| 31-5-2012                                                                           | Chicago                                                                             | Messico                                                                             | 2 – 1                                                                               | Bosnia ed Erzegovina                                                                | Amichevole                                                                          | -                                                                                   | 68’                                                                                 |
| 7-9-2012                                                                            | Vaduz                                                                               | Liechtenstein                                                                       | 1 – 8                                                                               | Bosnia ed Erzegovina                                                                | Qual. Mondiali 2014                                                                 | -                                                                                   | 78’                                                                                 |
| 12-10-2012                                                                          | Atene                                                                               | Grecia                                                                              | 0 – 0                                                                               | Bosnia ed Erzegovina                                                                | Qual. Mondiali 2014                                                                 | -                                                                                   | 74’                                                                                 |
| 14-11-2012                                                                          | Algeri                                                                              | Algeria                                                                             | 0 – 1                                                                               | Bosnia ed Erzegovina                                                                | Amichevole                                                                          | -                                                                                   | 63’                                                                                 |
| 6-2-2013                                                                            | Capodistria                                                                         | Slovenia                                                                            | 0 – 3                                                                               | Bosnia ed Erzegovina                                                                | Amichevole                                                                          | -                                                                                   | 70’                                                                                 |
| 7-6-2013                                                                            | Riga                                                                                | Lettonia                                                                            | 0 – 5                                                                               | Bosnia ed Erzegovina                                                                | Qual. Mondiali 2014                                                                 | -                                                                                   | 79’                                                                                 |
| 11-10-2013                                                                          | Zenica                                                                              | Bosnia ed Erzegovina                                                                | 4 – 1                                                                               | Liechtenstein                                                                       | Qual. Mondiali 2014                                                                 | -                                                                                   | 62’                                                                                 |
| 4-6-2014                                                                            | Chicago                                                                             | Messico                                                                             | 0 – 1                                                                               | Bosnia ed Erzegovina                                                                | Amichevole                                                                          | -                                                                                   | 64’                                                                                 |
| Totale                                                                              |                                                                                     | Presenze                                                                            | 42                                                                                  |                                                                                     | Reti                                                                                | 4                                                                                   |                                                                                     |

## Palmarès

### Club

#### Competizioni nazionali
- Coppa di Croazia: 1

Hajduk Spalato: 2009-2010

### Individuale
- Capocannoniere della Coppa di Croazia: 1

2009-2010 (8 reti)
- Miglior calciatore del campionato croato: 1

2010